# Federazione di hockey su ghiaccio della Turchia
La Federazione turca di hockey su ghiaccio (tur. Türkiye Buz Hokeyi Federasyonu, TBHF) è un'organizzazione fondata nel 1991 per governare la pratica dell'hockey su ghiaccio in Turchia.
Ha aderito all'International Ice Hockey Federation il 1º maggio 1991.